# Škarpinke
Škarpinke (Scorpaeniformes) su raznovrstan red riba zrakastih peraja, koji obuhvata dobro poznate ribe lav. Ovaj red se isto tako naziva Scleroparei. On je jedan od pet najvećih redova koštanih riba u pogledu broja vrsta, koji ima preko 1.320.

## Klasifikacija
Podela reda Scorpaeniformes u familije nije okončana; tako da u zavisnosti od izvora postoji od 26 do 35 porodica.
- Podred

- Podred

- Podred

- Podred

- Podred

- Podred

1. (Kokoti)

- Podred

## Literatura
- Eschmeyer, William N.; Ferraris, Carl J.; Hoang, Mysi D.; Long, Douglas J. (1998). Catalog of Fishes. California Academy of Sciences. ISBN 978-0-940228-47-4.
- Nelson, Joseph S. Fishes of the World. John Wiley & Sons. ISBN 978-0-471-54713-6.
- Eschmeyer, William N. (1998).  Paxton, J.R.; Eschmeyer, W.N., ур. Encyclopedia of Fishes. San Diego: Academic Press. стр. 175. ISBN 978-0-12-547665-2.
- Sepkoski, Jack (2002). „A compendium of fossil marine animal genera”. Bulletins of American Paleontology. 364: 560. Архивирано из оригинала 23. 07. 2011. г. Приступљено 17. 5. 2011.